# Damad Ferid Bajá
Damad Ferid Bajá fue un político otomano, que ocupó varias veces el cargo de gran visir del imperio.

## Familia y primeros cargos
Damad Ferid era cuñado del sultán Mehmed VI —Damad significa cuñado, y fue un título otorgado a Ferid por el soberano—, pues había desposado a una de sus hermanas, Mediha. Pertenecía a la Unión Liberal, una escisión de los Jóvenes Turcos.
Antes del periodo de entreguerras, el cargo de mayor responsabilidad que desempeñó Ferid fue el de primer secretario de la embajada otomana en Londres. En 1888, su esposa había tratado infructuosamente que el sultán, Abdul Hamid II, también hermano de Mediha, lo nombrase embajador en la capital británica, a lo que el soberano se negó por la falta de experiencia del candidato.
Ensalzó al Comité de Unión y Progreso (CUP) cuando este tomó el poder en 1908 pero, al no lograr medrar en su seno, se pasó a la opositora Unión Liberal, escindida del movimiento de los Jóvenes Turcos de la que también provenía el CUP.

## Gran visir
El sultán lo nombró gran visir tras la derrota en la Primera Guerra Mundial el 4 de marzo de 1919, después de la renuncia de Ahmet Tevfik Bajá. Pocos días después, organizó una serie de consejos de guerra para juzgar a los criminales de guerra, entre los que se incluyó a la antigua dirección del Comité de Unión y Progreso, que suscitaron la indignación nacionalista.

## Fracaso en París e intentos de aplastar a los nacionalistas turcos
Dimitió tras la ocupación griega de Esmirna (15 de mayo de 1919), pero el sultán le encargó enseguida formar un nuevo gabinete. En este ingresaron veteranos políticos como los grandes visires Ahmed Izzet Bajá y Ahmet Tevfik Bajá. Los franceses, deseosos de reducir la influencia británica en este Gobierno, invitaron a Ferid a la Conferencia de Paz de París, en la que este presentó la posición otomana el 17 y el 23 de junio. Las reclamaciones de Ferid, tildadas de desaforadas por los vencedores, fueron rechazadas y el gran visir hubo de volver a Estambul sin haber logrado nada y desprestigiado.
Este nuevo gabinete trató por todos los medios de eliminar el movimiento nacionalista turco que se organizaba a la sazón en Anatolia. Una semana después de tomar posesión, el Gobierno convenció al shayj al-islam para que condenase a muerte en una fetua a los nacionalistas, a los que tildó de rebeldes contra la fe; estos respondieron con otra, suscrita por los muftíes anatolios, en la que se ensalzaba la resistencia a la ocupación extranjera. La Asamblea Nacional de Ankara aprobó una ley por la que aquellos que desafiasen su autoridad eran reos de alta traición, mientras que en Estambul un tribunal militar condenó a muerte in absentia a Mustafa Kemal y sus compañeros. El Gobierno de Damad Ferid envió tropas contra los nacionalistas, que las desbarataron con facilidad, y fomentó las revueltas contra los nacionalistas en Anatolia, que desencadenaron luchas entre partidarios y adversarios de Ankara entre las distintas comunidades de la región (circasianos, turcos y kurdos). El 2 de octubre de 1919, dimitió del cargo de gran visir, tres semanas después de concluir el Congreso de Sivas.

## Último Gobierno: Sèvres y el fracaso en Anatolia

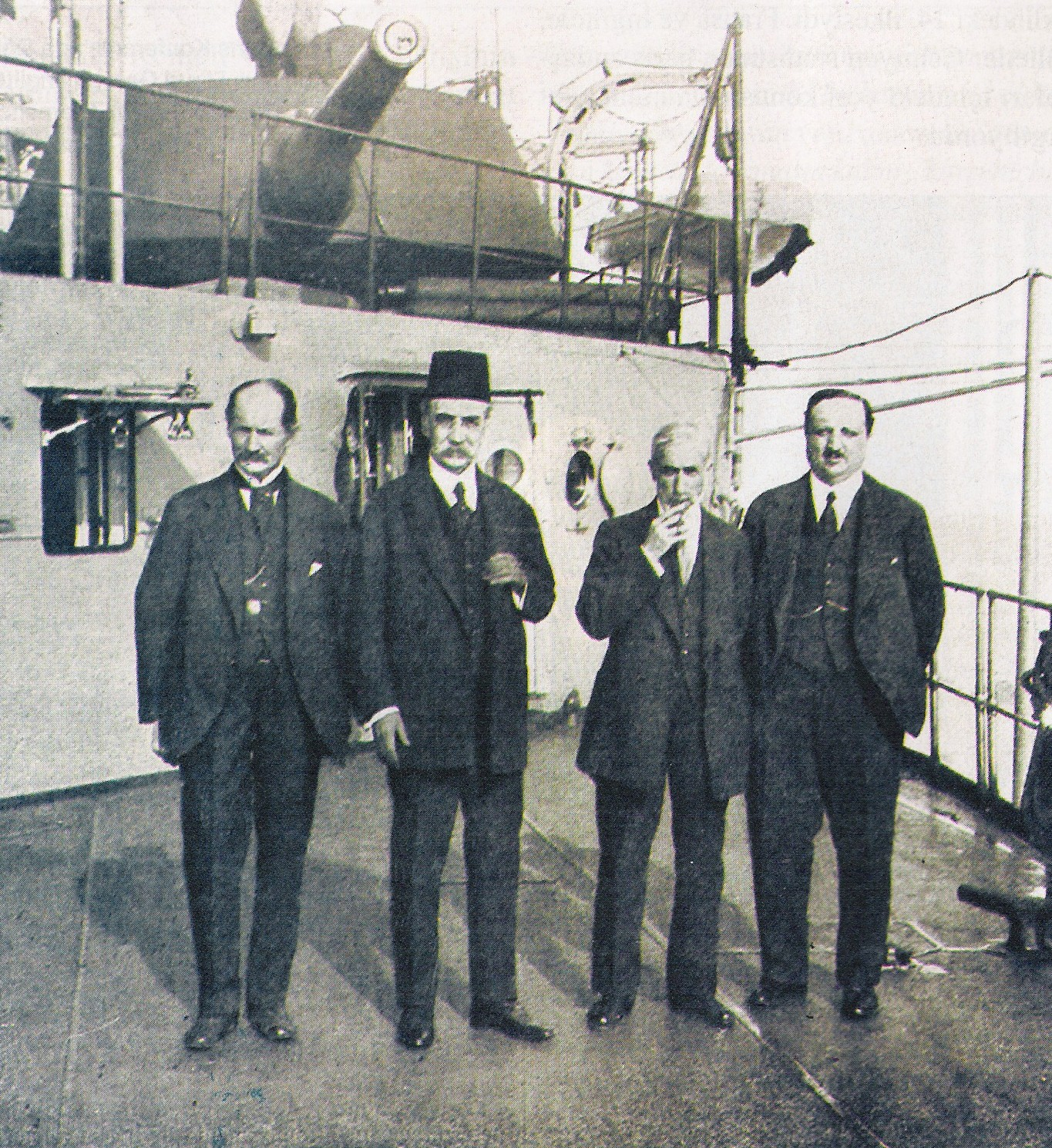
Ferid, con fez, junto a los tres delegados otomanos que firmaron el Tratado de Sèvres, en el buque aliado que los llevó a Francia.

En 5 de mayo de 1920, volvió a presidir el Gobierno, después de que los británicos disolviesen por la fuerza el Parlamento, de mayoría nacionalista.
Su Gobierno fue el que aceptó el Tratado de Sèvres el 10 de agosto de 1920. Ferid, como la mayoría del consejo imperial, abogó por transigir con la firma del tratado como mal menor, para permitir la continuidad de la dinastía.
Incapaz de acabar con el movimiento nacionalista turco en Anatolia, contra el que había incitado a la revuelta y que los nacionalistas sofocaron entre agosto y diciembre, dimitió el 17 de octubre. Partió luego a descansar a Karlsbad y ya no volvió a Estambul más que brevemente en septiembre de 1922 para recoger a su familia y sus posesiones y marchar al exilio en Francia.